# Băuțar
Băuțar (en hongrois : Alsóbaucár) est une commune du județ de Caraș-Severin en Roumanie.

## Histoire
C'est entre ce village et celui de Sarmizegetusa, au passage des "Portes de Fer", qu'eurent lieu les trois batailles de Tapae opposant les daces aux romains.